# Jean-Louis Grillet
Jean-Louis Grillet, né le 16 décembre 1756 à La Roche-sur-Foron et mort le 11 mars 1812, est un chanoine savoyard, auteur notamment du Dictionnaire historique littéraire et statistique des départements du Mont-Blanc et du Léman (1807).

## Biographie
Jean-Louis Grillet naît le 16 décembre 1756 à La Roche-sur-Foron, dans le duché de Savoie.
Il est ordonné prêtre en 1779 et devient chanoine de la collégiale de La Roche-sur-Foron en 1780, puis professeur et préfet du collège royal de Carouge, en 1786, pensionné de Sa Majesté le roi de Sardaigne.
Avec son ouvrage sur La Roche, il est considéré comme le premier historien moderne de la Savoie. Amédée de Foras dit de lui, faisant référence à cet ouvrage et à la famille d'Angeville, « comme il arrive trop fréquemment à cet écrivain, à côté de recherches dont on ne saurait méconnaître la valeur, on trouve, pour ce qui concerne la partie généalogique, des erreurs capitales ».
Avec l'entrée des révolutionnaires français en Savoie, il émigre en 1792 en Suisse, puis en Piémont, où il devient précepteur de la famille Provagna di Collegno à Turin, puis en Toscane,  pour n'en revenir que treize ans plus tard. Il est nommé directeur-adjoint de l'école secondaire de Chambéry, aux côtés de Georges-Marie Raymond, puis professeur de philosophie en 1807. Il devient ensuite censeur au collège de Grenoble pendant trois ans, avant d'être appelé au poste de principal au collège d'Annecy. Un poste qu'il refuse pour raison de santé.
Ses travaux historiques lui permettent de devenir membre de l'Académie italienne et associé-correspondant de la Société royale économique de Florence.

## Œuvres principales
- Éléments de Chronologie et de Géographie, adaptés à l'Histoire des Princes de la Royale Maison de Savoie, 1788 (lire en ligne sur Gallica)
- Histoire de la ville La Roche, Puthod, 1790 (lire en ligne sur Gallica)
- Dictionnaire historique, littéraire et statistique des départements du Mont-Blanc et du Léman, contenant l'histoire ancienne et moderne de la Savoie, et spécialement celle des personnes qui y étant nées ou domiciliées, se sont distinguées par des actions dignes de mémoire, ou par leurs succès dans les lettres, les sciences et les arts, Puthod, 3 tomes in-8°, 1807.

Son dictionnaire, publié par souscription en 1807, regroupe tous les noms de lieux de Savoie pour lesquelles est faite une description à laquelle sont généralement associées les familles ou personnalités importantes (voir le titre complet ci-dessous). Toutefois certaines d'entre elles n'ont parfois qu'un intérêt local.